# 卡哈馬
16°17′S 14°19′E / 16.283°S 14.317°E
卡哈馬（葡萄牙語：Cahama），是位於安哥拉南部的城鎮，由庫內納省負責管轄，面積9,725平方公里，每年平均降雨量679毫米，2006年人口71,860，人口密度每平方公里7人。